# Ізотове
Ізо́тове — лінійна вантажно-пасажирська залізнична станція Луганської дирекції Донецької залізниці.
Розташована за кількасот метрів від смт Ведмеже, Свердловська міська рада, Луганській області на лінії Кіндрашівська-Нова — Довжанська між станціями Довжанська-Нова (6 км) та Сімейкине-Нове (35 км).
Через військову агресію Росії на сході Україні транспортне сполучення припинене. Лінія не діюча з 2007 року. Лінію в майбутньому передбачено демонтувати.